# Фунгнгуен

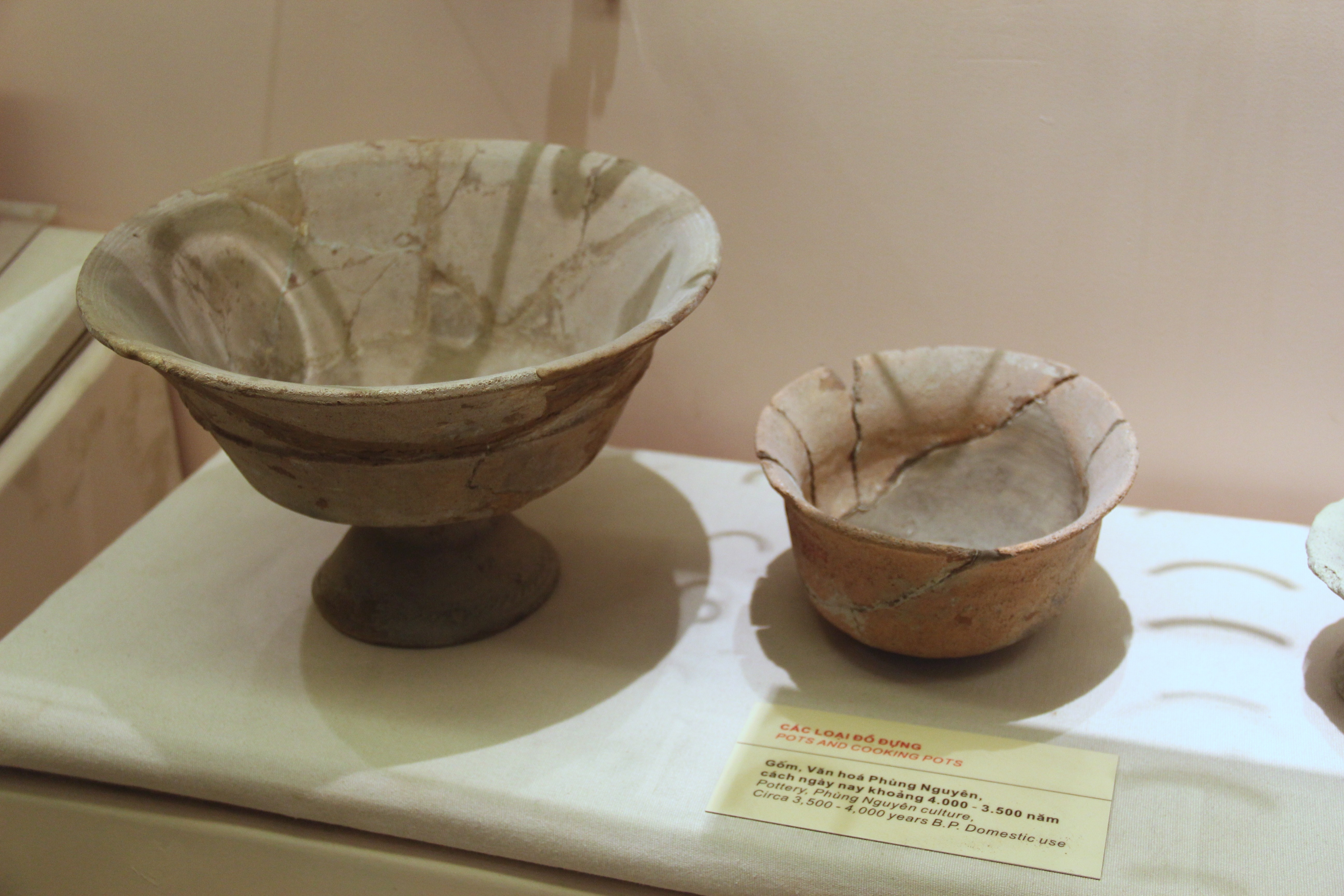
Керамика Фунгнгуен

Фунгнгуен (англ. Phùng Nguyên culture) — вьетнамская культура позднего неолита — раннего Бронзового века (II тыс. до н.э.). Культура представлена керамическими изделиями (горшки). Практиковалось рисоводство и свиноводство (возможно влияние Хэмуду). Встречаются шлифованные каменные топоры, наконечники стрел, дротиков, мотыг. Есть следы ткацкого производства. Дома были свайного типа. Металлические изделия редки. Индустрия преимущественно поздненеолитическая. 
Сменилась культурой Донгдау.  
Культура была обнаружена в 1958 году. Раскопки были начаты в 1959 в провинции Фухо на берегах Красной Реки. 